# William Bonin
William George Bonin (8 de enero de 1947 - 23 de febrero de 1996) también conocido como El Asesino de la Autopista  y el Estrangulador de la Autopista fue un asesino en serie y delincuente sexual estadounidense que secuestró, violó, torturó y asesinó a 21 hombres jóvenes y niños entre 1968 y 1980 en el sur de California. Fue sentenciado a muerte por 14 asesinatos, pero confesó 21 y es sospechoso de más crímenes. 
Su primera víctima conocida fue Thomas Lundgren (un niño de 13 años), quién fue asesinado el 28 de mayo de 1979. Su modus operandi consistía en atraer a los jóvenes a su camioneta con el pretexto de tener relaciones sexuales consentidas. Se le conoció como el " Asesino de la Autopista " porque la mayoría de los cuerpos de sus víctimas fueron descubiertos al lado de carreteras. En la mayoría de ocasiones, actuó con la ayuda de 2 cómplices (Vernon Robert Butts y Gregory Matthew Matthews Miley), que tenían 21 y 18 años respectivamente cuando lo conocieron.   Uno de ellos, Vernon Butts, fue acusado de participar en 12 asesinatos, pero murió por suicidio antes de su juicio en 1982.
Descrito por el fiscal de su primer juicio como "la persona más malvada que jamás haya existido",  pasó 14 años en el corredor de la muerte antes de su ejecución por inyección letal en la prisión estatal de San Quintín el 23 de febrero de 1996. Fue el primer prisionero de California en morir mediante la inyección letal.                      